# Charles Aznavour
Charles Aznavour (Շառլ Ազնավուր på armensk), født Chahnourh Varinag Aznavourian (Շահնուր Վաղինակ Ազնավուրեան) (født 22. maj 1924 i Paris, død 1. oktober 2018 i Alpilles) var en armensk-fransk sanger, skuespiller og fransk-armensk diplomat. Han boede i Genève, i Schweiz, hvor han var Armeniens ambassadør ved FN.

## Udvalgte film
- Skyd på pianisten (1960)
- Dix petits nègres (1974, efter Agatha Christie-romanen En af os er morderen)
- Bliktrommen (1978)